# Peoples Archive
Peoples Archive е уебсайт, предоставящ безплатен достъп до видео-интервюта със значими съвременни учени и творци, които разказват за своя живот и постиженията си. Целта е да се създаде непрестанно разрастващ се архив с историите, гласовете и присъствието на лидерите в областите изкуство, кино, литература, изобретателство, медицина, наука и политика.
Идеята за Peoples Archive възниква през 1995 г. и оттогава се правят първите записи, а самият сайт съществува от 2004 г. На интервюираните е дадено право сами да решават за какво и колко дълго ще говорят, като средното времетраене на записите е 5 часа. При обработката на интервютата, те биват разделяни на малки откъси, подредени хронологично. В добавка, сайтът предлага биографиите на интервюирани и интервюиращи, картинни галерии, кратки списъци от добре подбрани препратки към сайтове, както и информация за предстоящи събития, свързани с интервюираните личности – публични лекции, литературни четения и др.
Видео-интервюто се провежда на родния език на личността, като ако този език е различен от английски, са предвидени и английски субтитри. Налични са и текстови версии на интервютата. Абонаментът за сайта дава достъп до версии с по-висока разделителна способност, които също така се разпространяват и на DVD-ROM.
Сайтът е бил обект на публикации в Sunday Times, HERO и The Observer. Подобна функция на Peoples Archive изпълняват и други сайтове като TED.com и Listening to Words.

## Интервюта
Към януари 2008, Peoples Archive съдържа интервюта със следните значими личности:
- Bernard Lovell, физик и радиоастроном
- Хауърд Хайът, лекар
- Сър Аарон Клуг, биолог, носител на Нобелова награда за химия през 1982 г.
- Доналд Кнут, информатик
- Стан Лий, писател
- Карл Джераси, химик и драматург
- Сър Питър Хол, театрален режисьор
- Куентин Блейк, илюстратор
- Марек Еделман, лекар и общественик
- Раул Кутар, филмов оператор
- Кристиан дьо Дюв, биохимик, носител на Нобелова награда за физиология или медицина през 1974 г.
- Сър Антъни Каро, скулптор
- Ян Клайн, имунолог
- Джералд Еделман, биолог, носител на Нобелова награда за физиология или медицина през 1972 г.
- Франсоа Жакоб, биохимик, носител на Нобелова награда за физиология или медицина през 1965 г.
- Анджей Вайда, филмов режисьор
- Ренато Дулбеко, биолог, носител на Нобелова награда за физиология или медицина през 1975 г.
- Ричард Уилбър, поет
- Доналд Хол, поет
- Харолд Ламберт, лекар
- Албърт Мейсълс, филмов режисьор-документалист
- Уолтър Ласали, филмов оператор
- Уилям Снодграс, поет, носител на Пулицър за поезия през 1960 г.
- Франсис Крик, биолог, носител на Нобелова награда за физиология или медицина през 1962 г.
- Аврион Мичисън, имунолог
- Майкъл Чапман, филмов оператор
- Джонас Мекас, филмов режисьор
- Манфред Айген, химик, носител на Нобелова награда за химия през 1967 г.
- Джордж Даниълс, изобретател-часовникар
- Мъри Гел-Ман, физик, носител на Нобелова награда за физика през 1969 г.
- Беноа Манделброт, математик, изследовател на фракталите
- Джон Уилър, физик, въвел понятието „черна дупка“
- Сър Майкъл Атия, математик, носител на Филдсов медал
- Джон Мейнард Смит, биолог
- Ханс Бете, физик, носител на Нобелова награда за физика през 1967 г.
- Фриймън Дайсън, физик
- Ернст Майр, биолог
- Jules Engel, филмов режисьор
- Едуард Телер, физик, известен като „баща на водородната бомба“
- Сидни Бренър, биолог, носител на Нобелова награда за физиология или медицина през 2002 г.
- Били Уилямс, филмов оператор

Предвижда се в бъдеще да се качат интервюта със:
- Сър Джеймс Блек, фармацевт
- Барух Блумбърг, физик, носител на Нобелова награда за физиология или медицина през 1976 г.
- Юджийн Гарфийлд, създателят на Science Citation Index
- Ричард Грегъри, психолог
- Дороти Ходжкин, биохимичка
- Яцек Курон, политик
- Дорис Лесинг, писателка, носителка на Нобелова награда за литература през 2007 г.
- Ричард Майер, архитект
- Паула Рего, художничка
- Робърт Вентури и Дениз Скот Браун, архитекти
- Сър Дейвид Уедърол, лекар и генетик